# ANGEL NAVIGATE
『ANGEL NAVIGATE』（エンジェルナビゲート）は、Aries（アリエス）より2009年9月18日に発売されたアダルトゲームである。

## ストーリー
新城颯太は双川学園（ふたがわがくえん）に編入するため、数年前まで住んでいた鷹津町（たかつまつちょう）へ妹の小春と共に引っ越してきた。転校初日には神穂木詩音と出会い一目惚れしたが、内気な颯太はまともに会話すらできなかった。そんな時、生徒達の間で人気の恋愛相談ケータイサイト「ANGEL NAVIGATE」を知った颯太は、内気な性格を直すべくサイトに入り悩みを相談することとなった。

## 登場キャラクター

### 主要人物
新城 颯太（しんじょう そうた）
物語の主人公で2年生。数年前まで鷹津町に居て父親の転勤で遠くへ引っ越していたが、今度は海外へ転勤することとなり、母親も父親に着いて行くことになり、小春と一緒に鷹津町へ引っ越し、幼馴染の陽菜子の家で同居することとなった。内気な性格で今まで陽菜子以外の女の子とまともに会話した経験もなく、詩音に一目惚れしたがまともに話せずにいたところにANGEL NAVIGATEのことを知り、そんな性格を直すべくサイトで悩みを相談することにした。
神穂木 詩音（かみほのき しおん）
声：中家志穂
身長155・B84・W53・H83
颯太のクラスメイトで、転校早々一目惚れした少女。可愛らしい容姿かつ成績優秀で学級委員長を務めており、誰にでも優しい性格でクラス中の人気者。それゆえに度々男子の告白を受けているが、その度に断っている。いわゆるおばあちゃん子で、色々な知恵袋を持っているほか、漬物などが好きなど若年寄な面もあり、お新香のことになると我を忘れる。
森野 陽菜子（もりの ひなこ）
声：水霧けいと
身長159・B89・W56・H86
颯太の幼馴染かつクラスメイト。両親が転勤で不在の自宅では颯太や小春との3人で共同生活中のため、ボス的存在となっている。颯太が唯一気軽に話せる女の子で、昔からの付き合いで親友のような関係だが、颯太に淡い恋心を抱いており、時にはやきもきすることもある。抜群のプロポーションの持ち主で男子生徒の人気は高く、「学園のアイドル・影のMVP候補」と言われている。時々男子の告白を受けているが、キッパリとした性格で遠慮なしに断っている。
七々原 彩花（ななはら あやか）
声：青葉りんご
身長160・B90・W56・H86
3年生で新聞部部長。大手IT企業・七々原グループの社長令嬢でもある。普段はクールな印象を持つが、時折少女っぽい一面もあり、面倒見が良い。今では裕福な生活をしているが、親の事業が成功するまでは貧乏であった。そのため、時には大胆な行動に出ることもある。ANGEL NAVIGATEのことを知り、新聞部で特集を組むために参加する。
新城 小春（しんじょう こはる）
声：小倉結衣
身長148・B77・W58・H78
颯太の実妹で1年生。颯太と一緒に町に引っ越してきて、陽菜子の家に下宿している。料理が得意で日々研究をしており、その容姿から想像できないほどの大食いで、好物の納豆さえあればご飯は何杯でもいける。颯太のことは大好きで、異性の友達ができないことを心配している反面、いつまでも一緒に居られたらいいなとも思っている。

### その他
今道 イサム（こんどう いさむ）
声：ほうでん亭ノドガシラ
颯太のクラスメイトで、転校初日から一方的に親友にされる。外見はイケメンでモテるタイプだが、隠し撮りが得意で女の子の写真を収集する。週末は秋葉原に遠征し、授業中でも隠れてノートパソコンを開いてエロゲーに勤しみ、おっぱいマウスパッドを作っては売りさばくうえ、毎週金曜は新作ゲームを買いに行くために遅刻か早退が常という、生粋のヲタクと自他共に認めている。また、言動もうざったいため、女の子たちからは気持ち悪がられている。あだ名は「ゴム」で、名付けたのは麗だが由来は不明。
笹弥 菜々（ささや なな）
声：上田朱音
同級生の女の子で、颯太のアルバイト先であり、父親が店長を務めているファミレス喫茶「RED SUN」での同僚。毎日のようにトラブルを引き起こす天然トラブルメーカーであるが、逆にそれが名物となって客を呼び寄せ、店の売り上げに貢献している。犬が好きで、河川敷でペットと散歩をする姿を見かけることがある。
四月一日 麗（わたぬき うらら）
声：香澄りょう
颯太のクラスメイトの女子で、おさげ頭に大きな丸眼鏡をかけている。ブログなどに詳しく、イサムからは「オネエ」と呼ばれている。必要以上の言動をしないために何を考えているのかわからず、クラスではミステリアスな存在となっている。髪を下ろして眼鏡を外した姿は男子ではイサムしか見ておらず、かなりの美少女という噂が立っている。

## スタッフ
- 原画 - 戌角柾
- シナリオ - みなづきくれは、徐直諒、毘沙素
- BGM - Angel Note

## 主題歌
オープニングテーマ「precious」
作曲・編曲 - 椎名俊介（Angel Note） / 歌・作詞 - 中山♡マミ（Angel Note）
エンディングテーマ「道標」
作曲・編曲 - 椎名俊介（Angel Note） / 歌・作詞 - 真里歌（Angel Note）
キャラクターソング
神穂木詩音「恋ってこういう気持ち」
作詞 - 游かずみ / 作曲・編曲 - 有田宏 / 歌 - 中家志穂
森野陽菜子「Dream」
作詞 - カンノユウキ / 作曲・編曲 - 松美夜孤雨兵 / 歌 - 水霧けいと
七々原彩花「いじっぱりでゴメン」
作詞 - 游かずみ / 作曲・編曲 - 土屋雅夢 / 歌 - 青葉りんご
新城小春「Steady Love」
作詞 - 小田ユウ / 作曲・編曲 - 松美夜孤雨兵 / 歌 - 小倉結衣

## 関連商品
- ANGEL NAVIGATE キャラクターイメージソングCD+ラジオCD「ぺんしる放送局 ラジオえんなび」（2010年1月15日発売、2800円）